# 페드로 세아
호세 페드로 세아(스페인어: José Pedro Cea, 1900년 9월 1일 ~ 1970년 9월 18일)는 스페인 출생의 우루과이의 전 축구 선수이자 전 축구 지도자로 포지션은 공격수였다.

## 선수 시절

### 클럽
1900년 9월 1일 스페인 레돈델라 출생으로 1922년부터 1927년까지 센트랄 아틀레티코 리토에서 리그 231경기 111골을 기록했고 1928년 CA 베야 비스타에서 26경기 17골을 터뜨렸으며 1929년 클루브 나시오날 데 푸트볼로 이적 후 325경기 128골을 터뜨리며 우루과이 프리메라 디비시온 2회 연속 우승, 1934년 토르네오 콤페텐시아 우승에 기여한 뒤 리그 통산 582경기 266골의 기록을 남기고 은퇴를 선언했다.

### 국가대표팀
1923년 11월 우루과이 성인대표팀에 첫 합류한 이후 브라질과의 1923년 코파 아메리카 2번째 경기에서 국제 A매치 데뷔골을 신고하며 팀 우승에 일조했고 이듬해인 1924년 코파 아메리카에서도 팀의 2연패에 일조했다.
그 뒤 1924년 하계 올림픽과 1928년 하계 올림픽에서 5골을 터뜨리며 팀의 2연속 올림픽 금메달의 주역이 되었고 자국에서 열린 1930년 FIFA 월드컵에서도 5골을 터뜨리면서 팀의 FIFA 월드컵 초대 챔피언 등극에 큰 기여함과 동시에 이 대회 올스타팀에 선정되는 기염을 토했으며 A매치 통산 26경기 13골을 기록한 후 국가대표팀 유니폼을 반납했다.

## 은퇴 이후
1941년 우루과이 대표팀의 감독을 맡아 1942년 코파 아메리카 우승을 이끌었으며 1970년 9월 18일 몬테비데오에서 70세를 일기로 세상을 떠났다.

## 수상

### 클럽
클루브 나시오날 데 푸트볼
- 우루과이 프리메라 디비시온 : 우승 2회 (1933, 1934)
- 토르네오 콤페텐시아 : 우승 (1934)

### 국가대표팀
우루과이
- 코파 아메리카 : 우승 2회 (1923, 1924)
- 하계 올림픽 : 금메달 (1924, 1928)
- FIFA 월드컵 : 우승 (1930)

### 개인
- 1930년 FIFA 월드컵 올스타팀

### 지도자
우루과이
- 코파 아메리카 : 우승 (1942)